# Moulin à vent Fleming

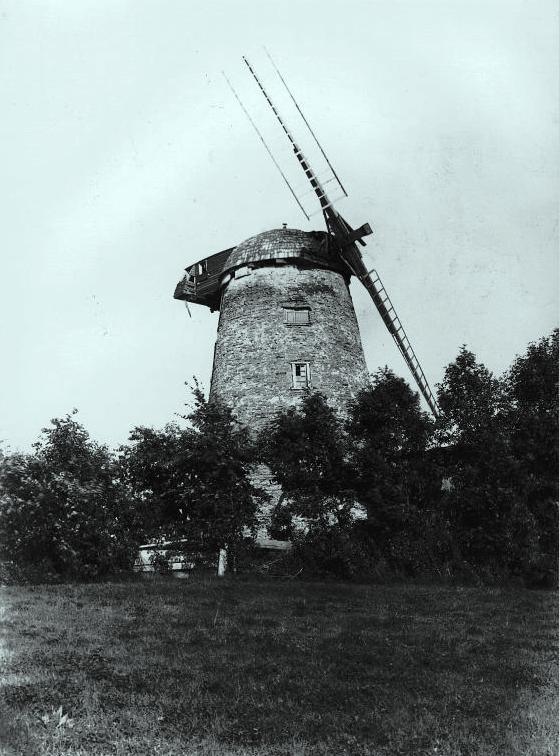
Moulin à vent Fleming, LaSalle, vers 1890

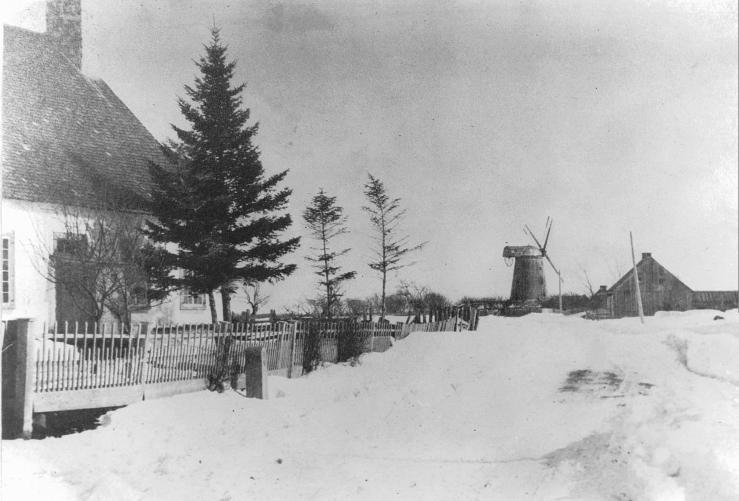
Maison de ferme et moulin à vent Fleming, Lasalle, près de Montréal, QC, vers 1870

Le moulin à vent Fleming est l'un des 18 derniers moulins à vent du Québec au Canada. Il est situé dans l'arrondissement LaSalle sur l'île de Montréal. Il est le deuxième moulin construit pour William Fleming. Le moulin a été classé bien archéologique en 1983.

## Contexte
William Fleming, originaire d'Écosse, construisit un premier moulin à vent sur sa propriété en 1815. Les sulpiciens s'y opposèrent. Les seigneurs de l'île de Montréal n'avaient-ils pas le droit exclusif de posséder des moulins? Ils portèrent l'affaire en justice. Ils exigent la démolition du moulin et une compensation de 1000 livres. En 1819, le Conseil législatif du Bas-Canada donne raison à Fleming. En 1822, la Cour du banc du roi donne raison aux sulpiciens. En 1825, en appel, la Cour décrète le statu quo. Les sulpiciens abandonnent les procédures. En 1827, Fleming fait construire un nouveau moulin aux dimensions imposantes.
Après être tombé en désuétude à la fin du XIXe siècle, le moulin sera d’abord restauré en 1930 par la firme Burroughs Wellcome, puis la ville de LaSalle en fera l’acquisition en 1947. classé bien archéologique le 13 janvier 1983, le Moulin sera à nouveau restauré en 1990.

## Identification
- Nom du bâtiment : Moulin à vent Fleming
- Adresse civique : 13, avenue Strathyre
- Municipalité : Montréal, arrondissement LaSalle
- Propriété : Ville de Montréal

## Construction
- Date de construction : 1825
- Nom du constructeur : William Morrison
- Nom du propriétaire initial : William Fleming

## Chronologie
- Évolution du bâtiment :

- - Vers 1930 : restauration de l'enveloppe extérieure
  - Vers 1990: restauration majeure

- Autres occupants ou propriétaires marquants :

- - 1860 : John Fleming, fils de William
  - 1896 : Veuve de John Fleming
  - 1930 : Burroughs Wellcome Ltd.
  - 1947 : Municipalité de LaSalle

- Transformations majeures :

## Architecture
- Hauteur : 50 pieds
- Étages : 5
- Fondations : 7 pieds
- Diamètre : 36 pieds à la base, 18 pieds 4 pouces au sommet

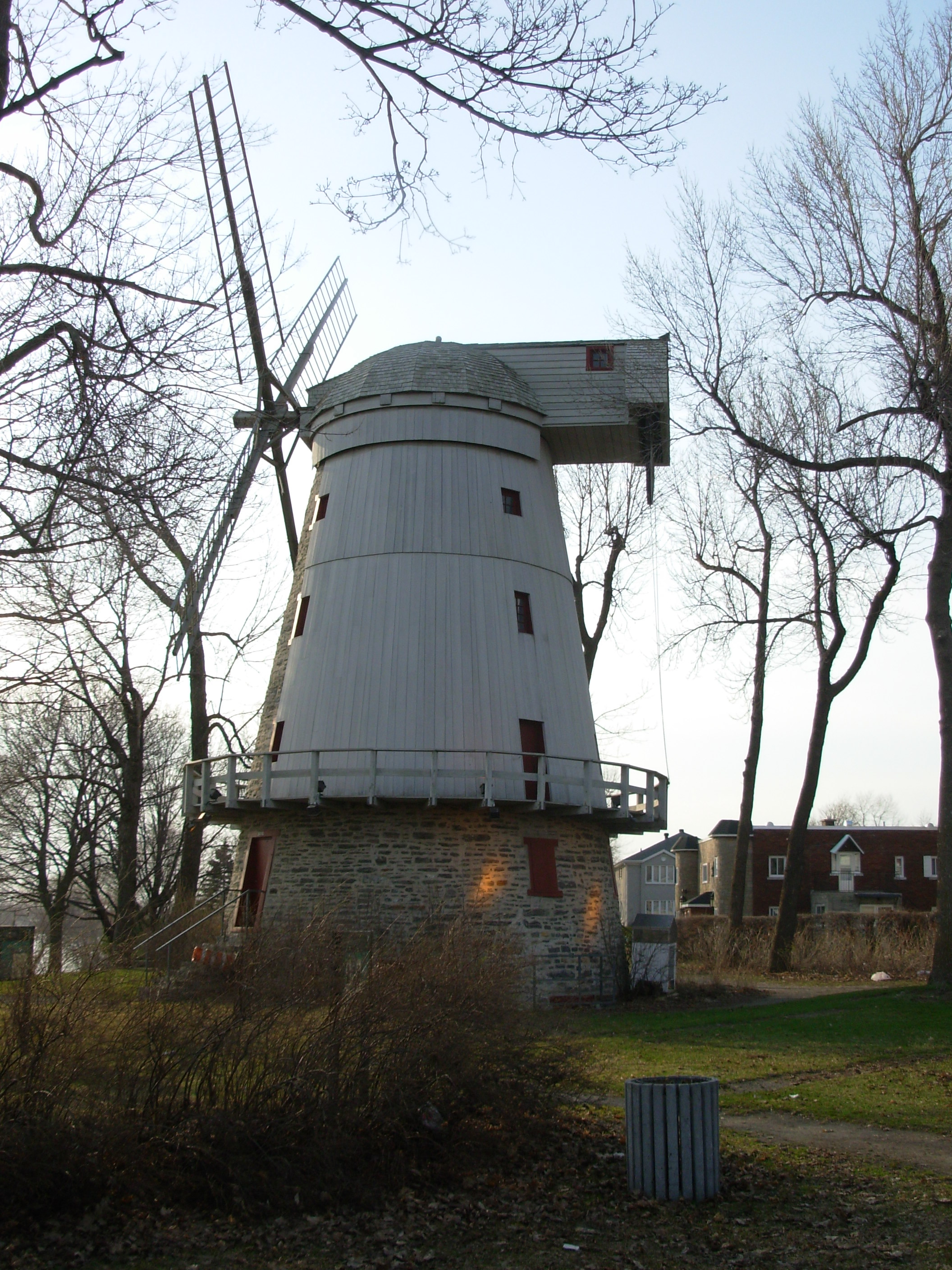
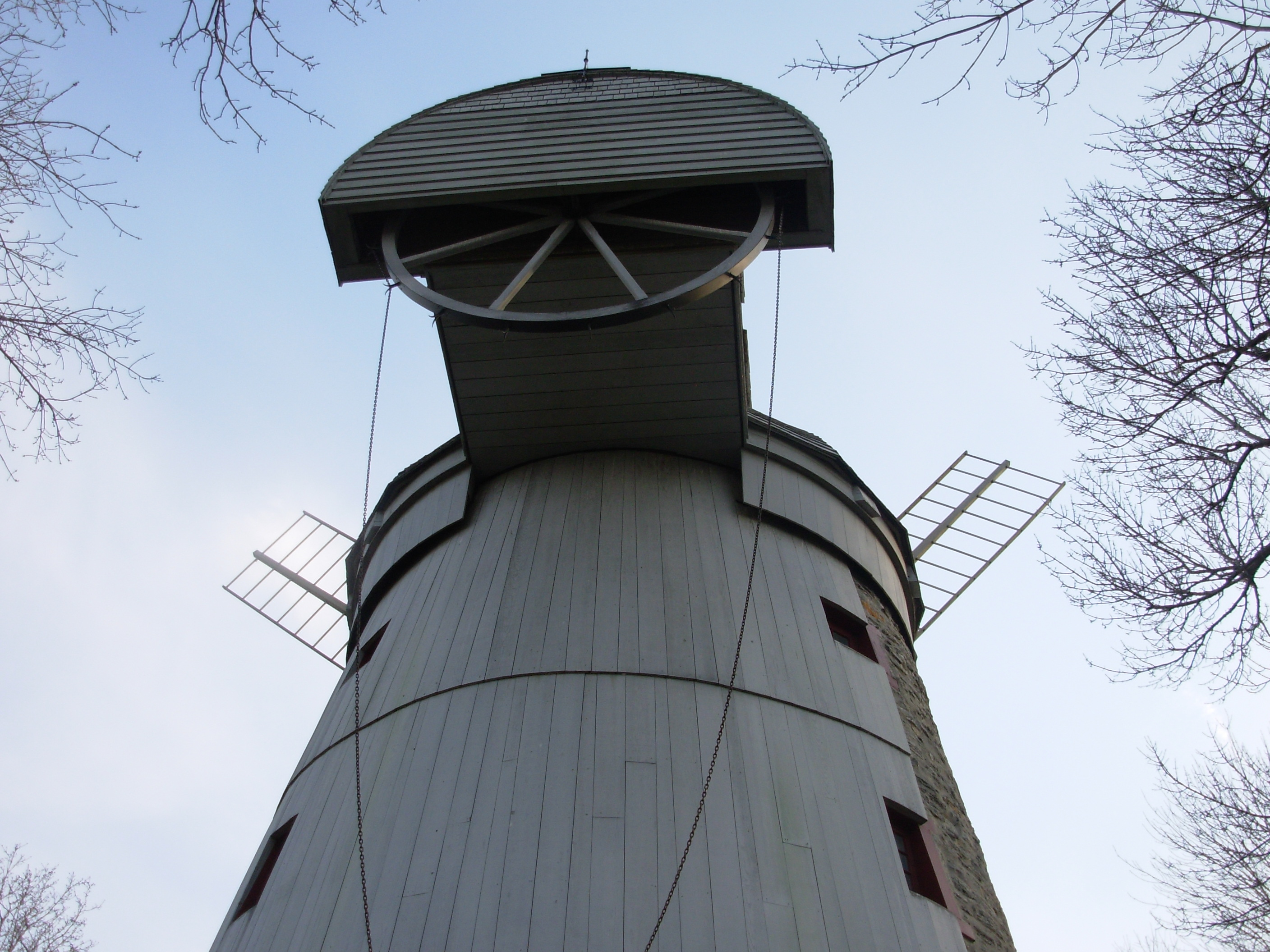
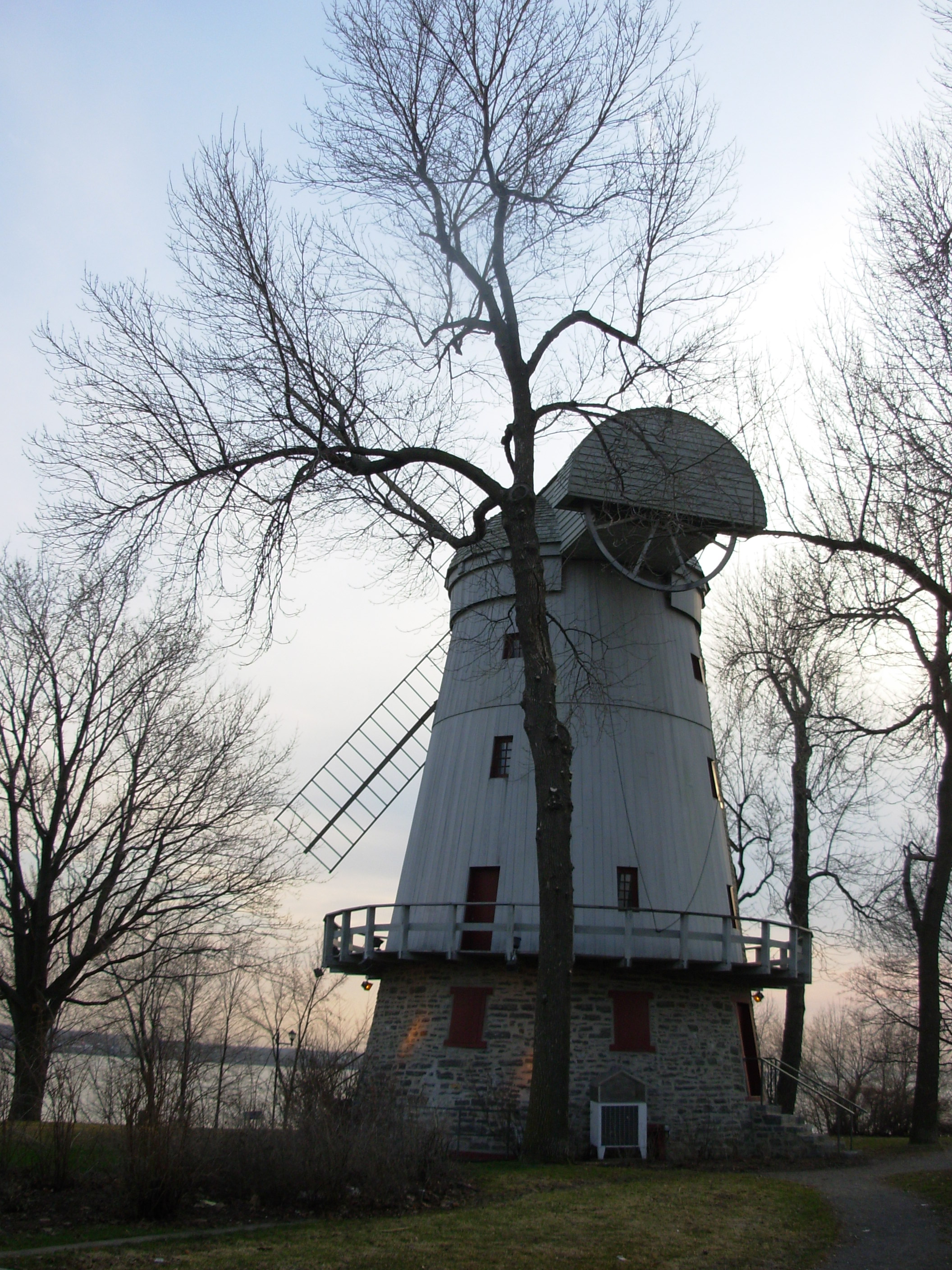
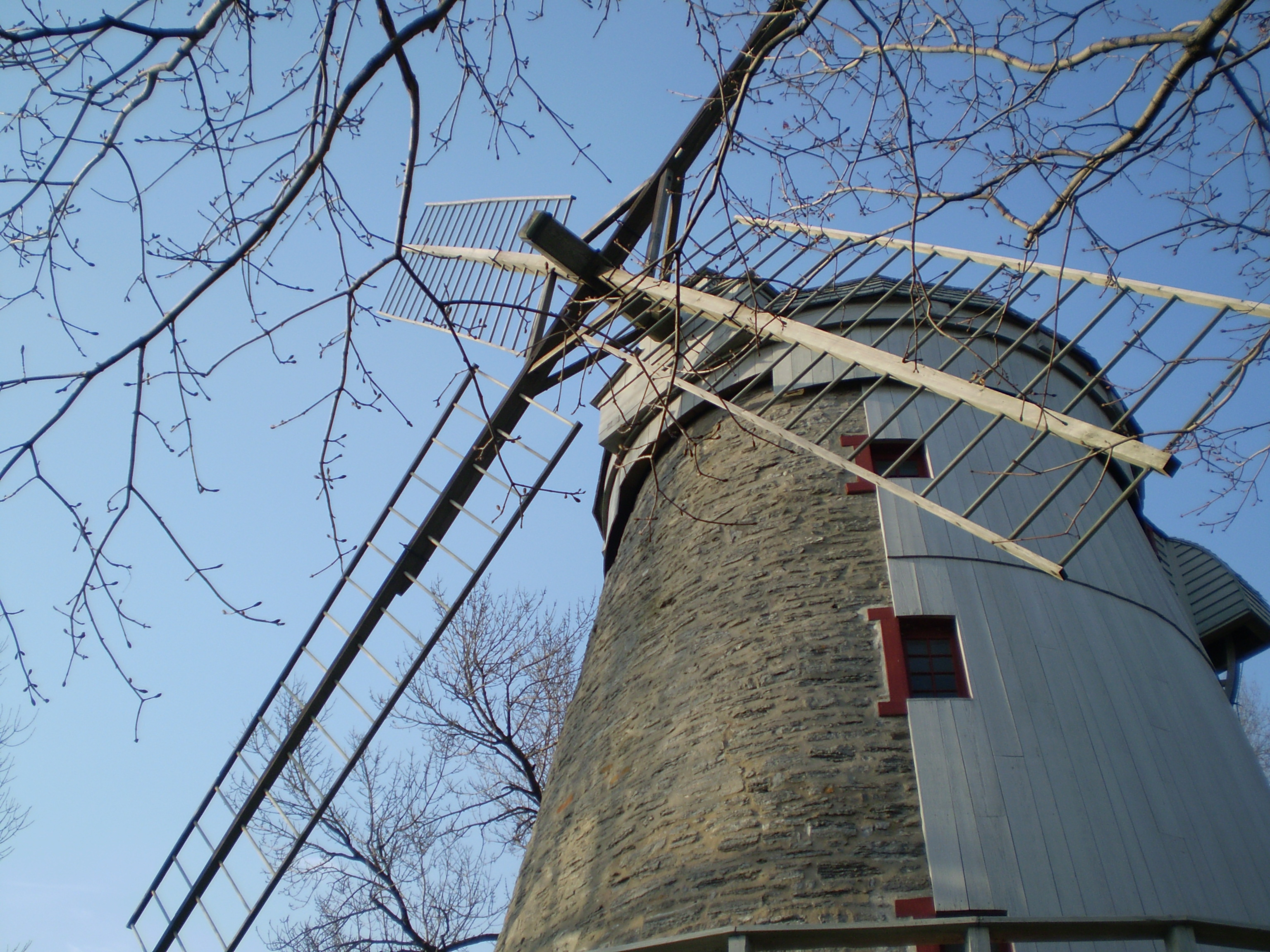
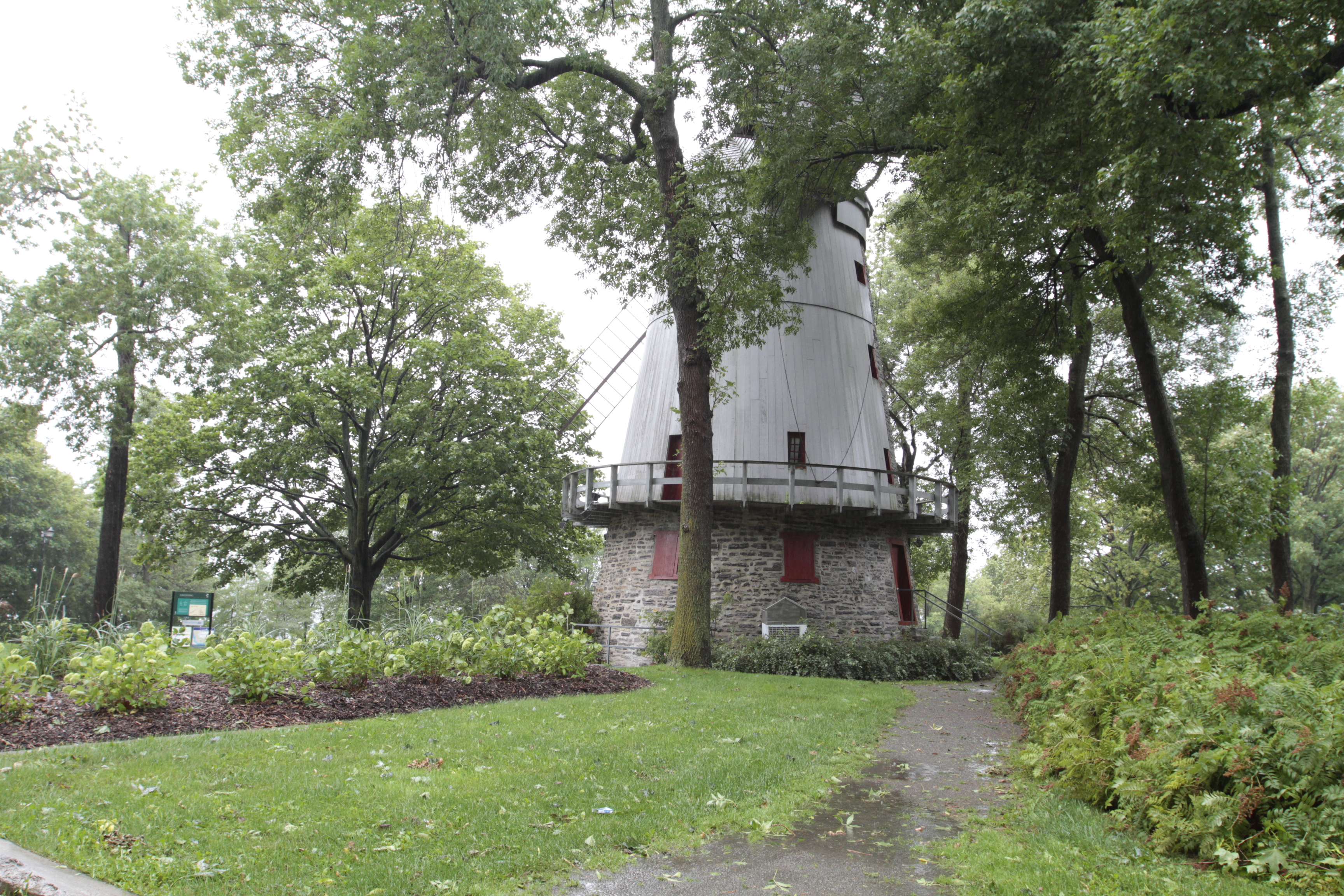

- Portes : 4
- Fenêtres : 20
- Matériaux : pierre des champs

## Mise en valeur
- Constat de mise en valeur :
- Site d'origine : Oui
- Constat sommaire d'intégrité :
- Responsable :